# Gestión de direcciones de protocolo de internet
La Gestión de direcciones de protocolo de internet (GDPI) o, en inglés: Internet Protocol Address Management (IPAM), es todo software que pueda planificar, hacer seguimiento y administrar las direcciones IP usadas en una red de computadoras.
A pesar de que la GDPI es una manera de administrar el espacio de direcciones IP en una red, esta típicamente no incluye un sistema de nombres de dominio (DNS) ni un Protocolo de configuración dinámica de host (DHCP). Tales sistemas son conocidos como DDI, nombre derivado de las iniciales de DNS, DHCP e IPAM. Frecuentemente GDPI es confundido con DDI aunque en realidad es solo uno de sus componentes.
Algunas aplicaciones GDPI son provistas como parte de un sistema DDI, ejemplo de ello son las ofrecidas por Cisco Systems, SolarWinds, Men & Mice y Microsoft. Otros, en cambio, vienen integrados con aplicaciones independientes en lo que respecta a los servicios de sistema de nombres de dominio y protocolo de configuración dinámica de host.
Los datos rastreados por un sistema de GDPI pueden incluir información sobre las direcciones IP en uso, los dispositivos a los que se asignó una IP a una determinada hora o momento, así como a cual usuario se le asignó una IP. Esta información también puede apoyar la resolución de problemas y las investigaciones sobre abusos.
Las herramientas GDIP han tenido un incremento importante con la aparición del protocolo de Internet versión 6 el cual permite desplegar grandes grupos de direcciones, diferentes técnicas en cuanto a subredes se refiere y expresadas en números hexadecimales complejos de 128 bits los cuales no son leídos fácilmente por los seres humanos. Las redes IPv6, la computación móvil y dispositivos con multiconexión requieren una administración de direcciones más dinámica.

## Características comunes
Una breve lista de las características de un sistema deben ser, al menos:
- Debe realizar un seguimiento de las infraestructuras y sus dispositivos, así como poder reconciliar los nuevos dispositivos y realizar un seguimiento de aquellos que han sido desincorporados.
- Una vista global y transparente de los dispositivos, en un único resumen que incluye tantos dispositivos físicos como dispositivos virtuales.
- Debe mantener mapas instantáneos del estado de las redes a consultar en cualquier momento y en orden cronológico.
- Debe ser rico en elementos gráficos, que incluso admitan vistas muy detalladas y que puedan expandirse y mostrar más información, también en forma gráfica.
- Debe manejar muy bien el sistema de acceso por roles para cada uno de los usuarios.
- Si es posible, la GDPI debe tener un buen DNS y/o DHCP integrado; en cualquier caso, debe poder consultar información de múltiples software de terceros para dichos servicios.
- Para garantizar su fácil modificación y/o corrección, es conveniente que esté escrito en software libre; esto también es útil para poder integrarlo con otras soluciones, ya sean software libre o privativo.

## Lista de productos
| Software                      | Software libre                                      | Versión actual                | Fecha de versión actual  | Soporte a IPv6 | Soporte a VRF | Database support                                      |
| ----------------------------- | --------------------------------------------------- | ----------------------------- | ------------------------ | -------------- | ------------- | ----------------------------------------------------- |
| 6connect                      | No                                                  | 6.1.1                         | 01 de diciembre de 2017  | Sí             | Sí            | MySQL, ElasticSearch                                  |
| Address Commander             | No                                                  | 5.11                          | 01 de abril de 2017      | Sí             | Sí            | PostgreSQL, MySQL, Oracle                             |
| ApplianSys DNSBOX             | No                                                  | 3.4.0                         | 29 de abril de 2013      | Sí             | No            | (incrustado) PostgreSQL                               |
| Apteriks                      | No · (Freemium)                                     | 18.1.0.0                      | 21 de enero de 2018      | Sí             | Sí            | SQL                                                   |
| BlueCat Networks              | No                                                  | 8.3.0                         | 28 de septiembre de 2017 | Sí             | No            | (incrustado) PostgreSQL                               |
| BT Diamond IP                 | No                                                  | 9.0.23                        | 18 de junio de 2017      | Sí             | Sí            | MySQL, Oracle                                         |
| Calico                        | Sí · Apache                                         | 3.5.0                         | 24 de enero de 2019      | Sí             | No            | Etcd                                                  |
| Cisco Network Registrar       | No                                                  | 7.2                           | 27 de abril de 2011      | Sí             | No            | SQL                                                   |
| Collins                       | Sí · Apache                                         | 2.0.0                         | 19 de septiembre de 2016 | Sí             | No            | MySQL, MariaDB                                        |
| Device42                      | No                                                  | 15.11.02                      | 12 de noviembre de 2018  | Sí             | Sí            | (incrustado) PostgreSQL                               |
| Easy-IP                       | No                                                  | 7.0.1                         | 31 de marzo de 2015      | Sí             | Sí            | Firebird                                              |
| EfficientIP                   | No                                                  | 6.0.2.P3a                     | 21 de diciembre de 2018  | Sí             | Sí            | (incrustado) Base de datos distribuida                |
| FusionLayer Infinity          | No                                                  | 2.7.0.0                       | 22 de diciembre de 2018  | Sí             | Sí            | (híbrida) PostgreSQL & NoSQL                          |
| GestióIP                      | Sí · GPLv3                                          | 3.4.5                         | 19 de enero de 2019      | Sí             | Sí            | MySQL                                                 |
| GLPI-IPAM                     | Sí · GPLv2                                          | 1.1                           | 12 de agosto de 2014     | Sí             | No            | MySQL                                                 |
| HaCi                          | Sí · GPLv2                                          | 0.98c                         | 04 de marzo de 2015      | Sí             | Desconocido   | MySQL, PostgreSQL                                     |
| i-doit                        | No                                                  | 1.9.1                         | 19 de junio de 2017      | Sí             | Sí            | MariaDB/MySQL                                         |
| Infoblox                      | No                                                  | 8.3.2                         | 07 de noviembre de 2018  | Sí             | Sí            | (incrustado) Base de datos distribuida en tiempo real |
| IP-Admin                      | No                                                  | 5.0                           | 01 de junio de 2012      | No             | Sí            | Microsoft SQL Server                                  |
| IPplan                        | Sí · GPLv3                                          | 6.00Beta                      | 29 de abril de 2010      | Sí             | No            | PostgreSQL, MySQL, Oracle, Microsoft SQL Server       |
| MAAS - Metal as a Service     | Sí · GNU General Public License                     | 2.0                           | 23 de abril de 2016      | Sí             | No            | PostgreSQL                                            |
| Men & Mice Suite              | No                                                  | 9.1                           | 12 de julio de 2018      | Sí             | Sí            | (interno) SQLite, Microsoft SQL Server                |
| Microsoft                     | No                                                  | Windows Server 2012 R2 / 2016 | 17 de octubre de 2013    | Sí             | No            | Windows Internal Database, Microsoft SQL Server       |
| Morpheus                      | No                                                  | 2.8.4                         | 19 de octubre de 2016    | Sí             | Sí            | PostgreSQL, MySQL, Oracle, Microsoft SQL Server       |
| MyIP                          | Sí · GPLv3                                          | 1.0                           | 18 de mayo de 2011       | Sí             | Sí            | MySQL                                                 |
| NetBox                        | Sí · Apache                                         | 2.4.6                         | 05 de octubre de 2018    | Sí             | Sí            | PostgreSQL                                            |
| NetDB                         | Sí · GPLv2                                          | 4.6.2R1                       | 25 de agosto de 2011     | Sí             | No            | Oracle                                                |
| Netdot                        | Sí · GPL                                            | 1.0.7                         | 08 de enero de 2015      | Sí             | No            | MySQL, PostgreSQL                                     |
| Netmagis                      | Sí · CeCILL-B (compatible con BSD)                  | 2.3.6                         | 26 de julio de 2018      | Sí             | Sí            | PostgreSQL                                            |
| NIPAP                         | Sí · MIT                                            | 0.29.6                        | 25 de noviembre de 2016  | Sí             | Sí            | PostgreSQL                                            |
| NameSurfer                    | No                                                  | 7.6.5                         | 12 de noviembre de 2018  | Sí             | Sí            | PostgreSQL                                            |
| NOC                           | Sí · BSD                                            | 15.05.1                       | 20 de mayo de 2015       | Sí             | Sí            | PostgreSQL                                            |
| NSoT                          | Sí · Apache                                         | 1.2.2                         | 30 de agosto de 2017     | Sí             | No            | MySQL, Oracle, PostgreSQL, SQLite                     |
| OpenNetAdmin                  | Sí · GPLv2                                          | 18.1.1                        | 03 de enero de 2018      | Sí             | No            | (via ADOdb) MySQL                                     |
| Pandora FMS IPAM ext.         | Sí · GNU General Public License or proprietary EULA | 7.0 NG 715                    | 15 de noviembre de 2017  | Sí             | No            | MySQL                                                 |
| phpIP                         | Sí · GPL                                            | 4.3.2                         | 06 de noviembre de 2006  | No             | No            | MySQL                                                 |
| phpIPAM                       | Sí · GPLv3                                          | 1.3.2                         | 27 de junio de 2018      | Sí             | Sí            | MySQL, MariaDB                                        |
| RackTables                    | Sí · GPLv2                                          | 0.20.13                       | 12 de mayo de 2017       | Sí             | No            | MySQL, MariaDB                                        |
| Ralph                         | Sí · Apache                                         | 3.0                           | 27 de enero de 2016      | Sí             | No            | MySQL                                                 |
| Route Inventory Management    | No                                                  | 1.18                          | 04 de febrero de 2013    | Sí             | No            | (base de datos incrustada)                            |
| Sauron                        | Sí · GPL                                            | 0.7.3                         | 19 de febrero de 2010    | No             | No            | PostgreSQL                                            |
| SolarWinds IP Address Manager | No                                                  | 4.6                           | 04 de diciembre de 2017  | Sí             | No            | Microsoft SQL Server                                  |
| subnetsmngr                   | Sí · GPLv2                                          | 2.0                           | 23 de noviembre de 2011  | Sí             | No            | PostgreSQL                                            |
| TCPWave IPAM Suite            | No                                                  | 11.5                          | 06 de agosto de 2015     | Sí             | No            | MySQL                                                 |
| TeemIp                        | Sí · AGPLv3                                         | 2.1.2                         | 28 de julio de 2017      | Sí             | Sí            | MySQL                                                 |
| VitalQIP                      | No                                                  | 8.1.2                         | 27 de enero de 2017      | Sí             | Sí            | Sybase, Oracle                                        |
| ZDNS                          | No                                                  | 3.8.2.1                       | 13 de febrero de 2017    | Sí             | Sí            | SQLite, MySQL                                         |